# Тавора, Леонор Томасия де
Леонор Томасия де Тавора (порт. Leonor Tomásia de Távora; 15 марта 1700 — 13 января 1759, Лиссабон) — португальская дворянка, носила титулы маркизы де Тавора (с 1716 года) и графини де Сан-Жуан-да-Пескейра (с 1718 года), была казнена по обвинению в государственной измене.

## Биография
Родилась 15 марта 1700 года в семье Луиса Бернардо де Таворы, 5-го графа Сан-Жуан-да-Пескейра, и его жены Аны де Лорена; в 1716 году унаследовала титул маркизы де Таворы после смерти старшего брата, а после смерти отца в 1718 году стала графиней Сан-Жуан-да-Пескейра.

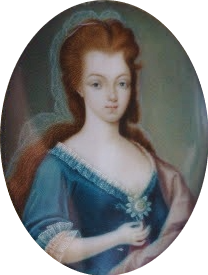
Портрет маркизы де Тавора в миниатюре

21 февраля 1718 года в возрасте 17 лет вышла замуж за своего двоюродного брата 14-летнего Франсишку де Ассиса де Тавора (1703—1759). Супруги в браке прожили 41 год и имели 13 детей, 4 из которых дожили до совершеннолетия, при этом многие из детей умерли во младенчестве или раннем детстве:
- Донья Мариана Раймунда Бернарда де Тавора (1722—?), вышла замуж за Жерониму де Атаиде, 11-го графа Атугия[порт.] (1721—1759), у пары было 7 детей;
- Дон Луиш Бернардо де Тавора (1723—1759), 4-й маркиз де Тавора, был казнён вместе с родителями;
- Донья Маргарида де Тавора (1726—1735);
- Донья Леонор Томасиа де Лорена и Тавора (1729—1790), вышла замуж за Жуана Алмейду Португал (1726—1802), у пары было 3 детей;
- Дон Жозе Мария де Тавора (1736—1759), был казнён вместе со своими родителями;

Занимая высокое положение при португальском дворе, Леонор и ей супруг состояли в оппозиции Себастьяну де Карвалью, который был самым влиятельным политиком в стране. Леонор была связана с иезуитами и одним из их лидеров Габриэлом Малагридой, который стал одним из руководителей их действий против Карвальо.
3 сентября 1758 года было совершено неудачное покушение на короля Жозе I, чья карета была обстреляна неизвестными. Карвалью обвинил в организации заговора Леонор и её супруга, которые были арестованы вместе с сыновьями и другими членами семьи в ночь на 13 декабря 1758 года и доставлены в Беленский дворец, где она находилась под стражей.
12 января 1759 года приговор суда приговорил её к смертной казни через обезглавливание и конфискации титулов и имущества. На следующий день 58-летняя Леонор, её муж и их два сына были казнены, среди прочих людей; её отрубленная голова была выставлена на всеобщее обозрение. После казни её тело было сожжено, а пепел выброшен в Тежу.
В 1781 году, в правление королевы Марии I, была посмертно оправдана вместе с другими казнёнными, не оправдан был только Жозе Авейру.